# Rakúsy
Rakúsy es un municipio del distrito de Kežmarok en la región de Prešov, Eslovaquia, con una población estimada a final del año 2024 de 3512 habitantes.
Se encuentra ubicado al noroeste de la región, cerca del río Poprad (cuenca hidrográfica del río Vístula) y de la frontera con Polonia.

## Demografía
| Año        | 1994 | 2004     | 2014     | 2024     |
| ---------- | ---- | -------- | -------- | -------- |
| Población  | 1477 | 2151     | 3038     | 3512     |
| Diferencia |      | +45,63 % | +41,23 % | +15,60 % |

| Año        | 2023 | 2024    |
| ---------- | ---- | ------- |
| Población  | 3415 | 3512    |
| Diferencia |      | +2,84 % |